# Nacho Duato

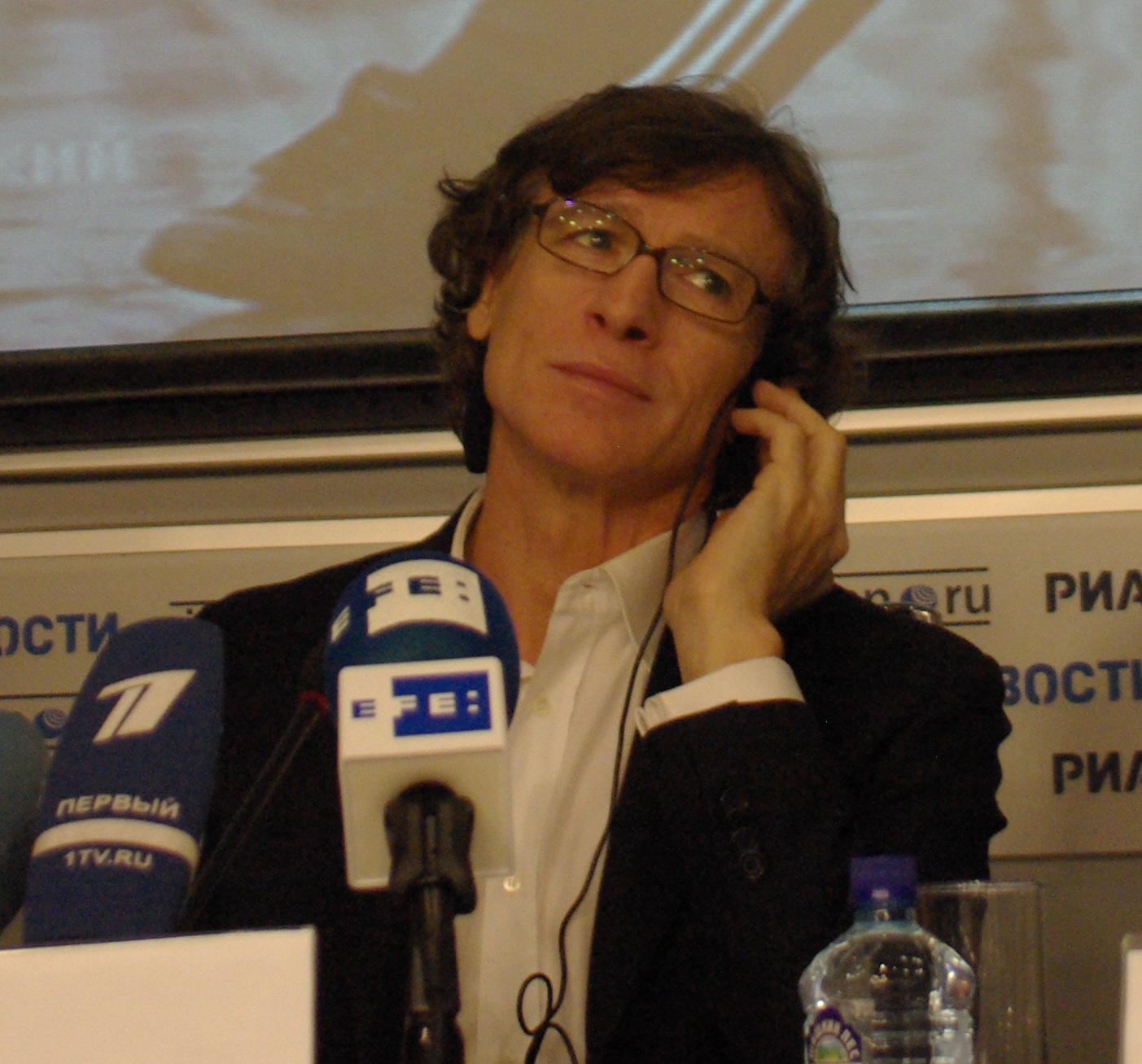
Nacho Duato, 28. Juli 2010

Juan Ignacio Duato Barcia  (* 8. Januar 1957 in Valencia), besser bekannt als Nacho Duato, ist ein spanischer Balletttänzer und Choreograf. Von August 2014 bis Juli 2018 war er Intendant des Staatsballett Berlins.

## Leben
Schon als Junge verspürte Duato den Hang zum Tanzen, es gab jedoch im damaligen Spanien kaum Möglichkeiten. Als Ausgleich betrieb er Yoga und turnte unter anderen am Trapez. Duato ging mit 18 Jahren an die Schule des Ballet Rambert in London. Um andere Tanzstile kennenzulernen, wechselte er von London an Maurice Béjarts „Mudra-Schule“ in Brüssel und von dort aus an das Alvin Ailey Dance Center in New York.
1980 trat er sein erstes Engagement als Tänzer beim Cullberg-Ballett in Stockholm an. Dort sah ihn Jiří Kylián und holte ihn ein Jahr später zum Nederlands Dans Theater (NDT) nach Den Haag. Während der 1980er Jahre tanzte er beim NDT wichtige Rollen in den meisten Choreografien von Kylián, aber auch in Balletten von Hans van Manen und Ohad Naharin. Mit seinem ersten selbst choreografierten Werk Jardi Tancat (1983) gewann er 1984 den ersten Preis im Choreografischen Wettbewerb in Köln.
Mit Jiří Kylián als sein Stilvorbild choreografierte Duato von nun an jedes Jahr mindestens ein neues Stück für eine der damals zwei Kompanien des NDT. Immer wieder ließ er sich von Liedern seiner katalanischsprachigen Landsfrau Maria del Mar Bonet inspirieren, so 1988 zu Arenal und ein Jahr später zu Cor Perdut, einem Pas de deux.
1990 übernahm er die Leitung des spanischen Ballet Lírico Nacional, die ihm das spanische Kultusministerium angetragen hatte und das 1993 in Compañía Nacional de Danza umbenannt wurde. Von 1990 bis 2010 leitete diese Kompanie, choreografierte für sie und tanzte bis 1996 in seinen eigenen Stücken mit. Eines seiner ersten Stücke für die Compañía Nacional de Danza war Coming Together zu zwei Kompositionen des Amerikaners Frederic Rezewski, die politische Texte über eine Minimal Music wie von Steve Reich legten.
1992 kehrte Duato als Gastchoreograf zum Nederlands Dans Theater zurück, um mit der Musik von Claude Debussy ein Ballett mit dem Titel Duende zu kreieren.
So wie die Sängerin Maria del Mar Bonet die bevorzugte Musikerin in Duatos Frühwerk der achtziger Jahre war, so war es der Komponist Alberto Iglesias während der neunziger Jahre. 1993 entstand Duatos erste Choreografie zu Iglesias’ Liedern, Cautiva, ein Jahr später folgte Tabulae, 1995 Cero sobre, 1997 „Self“.
1997 choreografierte Duato zum ersten Mal mit Prokofjews Romeo und Julia einen der „klassischen Abendfüller“, dann 1999 unter dem deutschen Titel Vielfältigkeit – Formen von Stille und Leere ein Ballett zur Musik von Johann Sebastian Bach, das den „Thomas-Kantor“, aber auch den Choreografen selbst auf die Bühne bringt.
Von Januar 2011 bis Mitte 2014 war Duato künstlerischer Leiter des Balletts im Michailowski-Theater in Sankt Petersburg. Ab der Spielzeit 2014 / 2015 war Nacho Duato Intendant des Staatsballetts Berlin. Er inszenierte mit dem Staatsballett Dornröschen, Vielfältigkeit. Formen von Stille und Leere, White Darkness Herrumbre, Castrati, Der Nussknacker und seine Kreationen Static Time und Erde, in seiner vierten Spielzeit 2017/2018 folgten Romeo und Julia sowie Por vos muero. Anfang 2019 kehrt er nach Sankt Petersburg auf seinen vorherigen Posten zurück.

## Rezeption
Das International Dictionary of Modern Dance befand, Duato habe „die Grenzen des musikalischen Eurozentrismus häufig durchbrochen“. Das Lexikon bezeichnete Duato als einen „universellen Choreographen“, der, indem er seine mediterranen Wurzeln nutze, „ebenso sinnliche wie klare Werke“ schaffe und häufig „als Schamane kraftvoller alter Riten“ fungiere, die er „in eine moderne Sprache“ übersetze.